# Hrabová (Ostrawa)
Hrabová – jeden z 23 obwodów miejskich miasta statutarnego Ostrawy, stolicy kraju morawsko-śląskiego, we wschodnich Czechach. Jest to także jedna z 39 gmin katastralnych w jego granicach o powierzchni 921,0492 ha. Populacja w 2001 wynosiła 3433 osób, zaś w 2012 odnotowano 905 adresów.
Położona jest głównie na lewym brzegu Ostrawicy, w północnych Morawach, w południowej części miasta. Niewielka część dzielnicy leży jednak, jak sąsiedni Racimów, na Śląsku Cieszyńskim; są tam cztery ulice: Sumínova, U Pumpy, część Frýdeckiej i Mostnej.
Największym zabytkiem i dominantem Hrabovej jest drewniany kościół pw. św. Katarzyny Aleksandryjskiej. Uległ spaleniu w 2002 roku, a odnowiony został w 2004. Kościół widnieje w herbie dzielnicy ponad połową koła do łamania, atrybutem św. Katarzyny.

## Demografia[2]
| Rok             | 1869 | 1880 | 1890 | 1900 | 1910 | 1921 | 1930 | 1950 | 1961 | 1970 | 1980 | 1991 | 2001 |
| --------------- | ---- | ---- | ---- | ---- | ---- | ---- | ---- | ---- | ---- | ---- | ---- | ---- | ---- |
| Liczba ludności | 847  | 1035 | 1438 | 1748 | 2211 | 2277 | 2740 | 4584 | 4571 | 3946 | 3544 | 3446 | 3433 |

## Historia
Pierwsza pisemna wzmianka o miejscowości pochodzi z 1297 roku z umowy granicznej pomiędzy biskupem ołomunieckim a Mieszkiem I, księciem cieszyńskim. Wymieniona wówczas nazwa wsi – Grabowa, wskazuje na licznie rosnące tu wówczas graby. Mieszkańcy wsi zajmowali się głównie rolnictwem i rybactwem. Należące do Hrabovej stawy rybne rozciągały się od Paskova do Hrabůvki. 1 lipca 1941 została przyłączona do Morawskiej Ostrawy. Spod okupacji niemieckiej została wyzwolona 1 maja 1945. W latach 1957–1960 była ponownie samodzielną gminą, lecz w 1960 została ponownie włączona w granice Ostrawy.

## Ludzie związani z Hrabovą
- Vilém Závada – czeski poeta